# Cryptographis celestinalis
Cryptographis celestinalis là một loài bướm đêm trong họ Crambidae.